# 1103 (عدد)
ألف ومئة وثلاثة 1103 هو عدد صحيح، يلي العدد 1102 ويسبق العدد 1104.

## في الرياضيات

### خصائص
- عدد طبيعي.[3]
- عدد فردي.[4][5]
- عدد موجب،[6] السالب منه هو - 1103.[7]

## في التاريخ
- 1103 هـ هي سنة في التقويم الهجري.
- هي سنة  1103 م في التقويم الميلادي.

## وصلات خارجية
الأعداد الصاتمة، ديوان اللغة العربية.